# Daniel Weisweiller
Pour les articles homonymes, voir Weisweiller.
Daniel Bernhard, baron von Weisweiller (décembre 1813 à Francfort-sur-le-Main - 13 janvier 1892 à Paris), est un financier et homme politique allemand.

## Biographie
Fils de Leopold David Weisweiler, courtier en bourse, et de Güttle Goldschmidt, Daniel Weisweiller prend la direction des affaires de la famille Rothschild en Espagne en 1834, à la suite de Lionel de Rothschild, en devenant leur représentant à Madrid. 

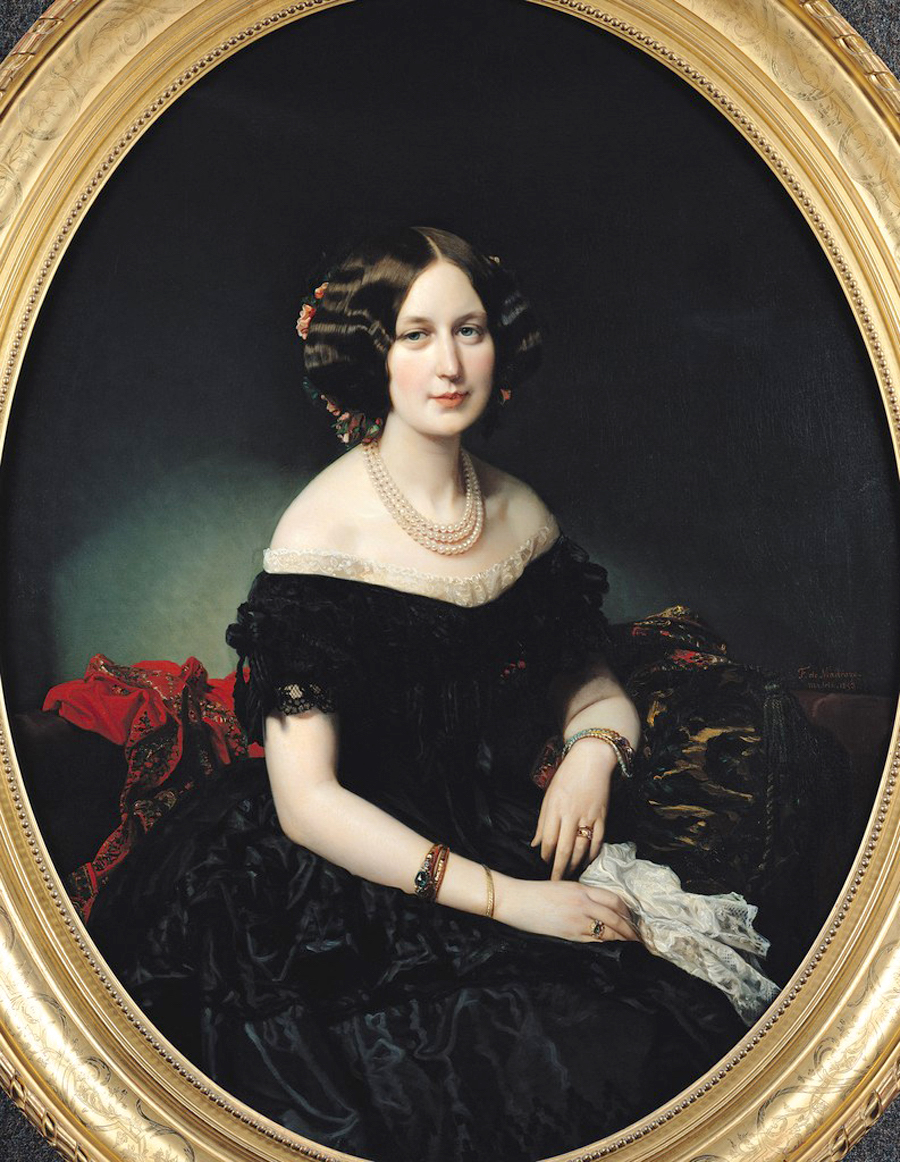
Portrait de son épouse, née Adeline Helbert (1853), par Federico de Madrazo (musée Bonnat).

La banque Rotshchild obtient de Marie-Christine le monopole de la promotion et de la vente de mercure ; monopole sur le mercure assurant le contrôle dans une certaine mesure dans le lavage de l'or. À partir de 1835, Rothschild crée un réseau d'entreprise en Espagne. Les secteurs d'activité comprenaient les services financiers du ministère des Finances et de la Banco de España, ainsi que le contrôle de la Rio Tinto Co., de la Société minière et métallurgique de Peñarroya et de la Compañía de los ferrocarriles de Madrid a Zaragoza y Alicante, de la Deutsch y Compañía.
En janvier 1855, Daniel Weisweiller fonde la Weisweiller & Bauer Cía avec Ignacio Bauer (en).
À partir de 1856, la banque Rothschild investit dans les compagnies de chemin de fer espagnoles, tandis que la Weisweiller & Bauer Cía investi dans l'installation de réseaux de distribution de gaz.
Weisweiller est consul de l'empereur François, consul général de Maximilien II de Bavière et consul général des villes hanséatiques de Brême et de Lübeck à Madrid.
Il épouse en mai 1843 Adeline Helbert (1825-1892), fille de John Helbert et petite-fille de Levi Barent Cohen (en). Elle était la nièce de Nathan Mayer Rothschild et de Moïse Montefiore, ainsi que la belle-sœur d'Alfredo Monteforte, duca de Laurito.
Leur fille, Adela Weisweiller († le 23 janvier 1925 à Cannes) est née à Madrid le 11 février 1845 et a épousé André Capron, maire de Cannes. Ils eurent deux filles, Adela, épouse d'André Capron, et Mathilde, épouse de Theodor Porgès.